# دمین بدنی
دمین بِدنی (به روسی: Демья́н Бе́дный؛ ۱۸۸۳ تا ۱۹۴۵ میلادی) یک انقلابی‌ بلشویک روس، طنزپرداز، شاعر و نمایشنامه نویس حکومت اتحاد جماهیر شوروی سوسیالیستی بود.